# Atesh

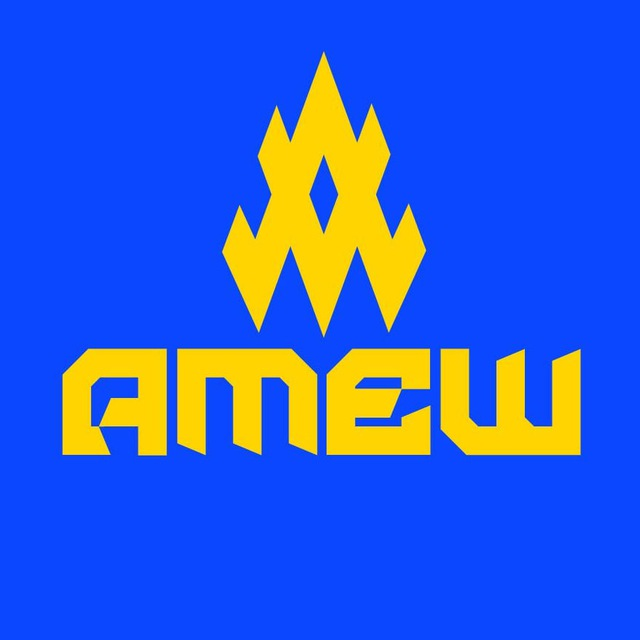
Logo del Movimiento Atesh

Atesh (tártaro de Crimea: Ateş, literalmente significa "Fuego"; ucraniano: Атеш, romanizado: Atesh) es un movimiento militar partisano en los territorios ocupados de Ucrania, así como en el territorio de Rusia, creado por ciudadanos ucranianos, tártaros de Crimea y rusos antiputinistas en septiembre de 2022 como resultado de la invasión militar rusa.

## Historia
El movimiento partisano se fundó a fines de septiembre de 2022. El 26 de septiembre, se publicó el juramento del soldado "Atesh" en el canal oficial de Telegram, y el 29 de septiembre, se hizo público un videollamada de uno de los partisanos con un llamado al público apelando a unirse al movimiento.
11 de noviembre de 2022: Partidarios del movimiento liquidaron a 30 militares rusos en hospitales de Simferópol.
11 de diciembre de 2022: "Atesh" asumió la responsabilidad de incendiar un cuartel con soldados rusos en la aldea Sovietske.
31 de enero de 2023: los partisanos afirman que liquidaron a dos oficiales de la Guardia Nacional de Rusia.
10 de febrero de 2023: "Atesh" se atribuyó la responsabilidad de un atentado con coche bomba que resultó en la muerte de dos soldados rusos y la hospitalización de otros dos en la ocupada Nova Kakhovka.
14 de marzo de 2023: Atesh afirmó haber eliminado al subjefe de la administración militar de Nueva Kajovka en un ataque con bomba.
23 de abril de 2023: Atesh afirma haber hecho estallar un puesto de control de la Guardia Nacional de Rusia cerca de Oleshky, lo que provocó múltiples muertes.
27 de abril de 2023: Los partisanos afirman que mataron a dos ocupantes en la aldea de Velyki Kopani.
6 de mayo de 2023: Los partisanos se atribuyeron la responsabilidad de un intento de asesinato de Zakhar Prilepin, escritor ruso y miembro del Partido Rusia Justa – Por la Verdad, en el que explotó un coche bomba cuando cruzaba la frontera rusa desde el Donbás ocupado. El conductor del coche murió y Prilepin resultó gravemente herido, pero sobrevivió.
14 de julio de 2023: Los partisanos se atribuyeron la responsabilidad de una emboscada en Kherson que destruyó dos camiones militares rusos y mató a seis militares rusos.
El 17 de julio, The Guardian entrevistó a Mustafa Abdülcemil Qırımoğlu en Kiev sobre Atesh. Informó que Atesh mantiene una clase en línea para que los reclutas rusos lleven a cabo actos de sabotaje, afirmando que se han inscrito 4.000 soldados rusos. También afirma que más de 1.000 tártaros estarían dispuestos a tomar las armas contra las fuerzas rusas en Crimea, si se les dieran las armas para hacerlo. Dzemilev también afirmó que espera que después de la liberación de Crimea haya una enmienda a la Constitución de Ucrania para convertir a Crimea en una "República Nacional" autónoma con los tártaros como su pueblo indígena con un estatus especial.
30 de agosto de 2023: Atesh se atribuyó la responsabilidad del atentado con bomba contra una oficina de campaña de Rusia Unida en Nueva Kajovka, matando a tres guardias rusos, y destruyó documentos que respaldaban las próximas elecciones regionales de septiembre de 2023.
El 25 de septiembre de 2023, Atesh afirmó que habían proporcionado información utilizada para planificar el Ataque en la bahía de Sebastopol de 2023 . Según se informa que obtuvieron información filtrada sobre la Flota del Mar Negro sobornando a oficiales rusos descontentos por el incumplimiento de los pagos de salarios.